# تابية (إيران)
تابية هي قرية في مقاطعة نقدة، إيران. يقدر عدد سكانها بـ 40 نسمة بحسب إحصاء 2016.